# Arata Endo

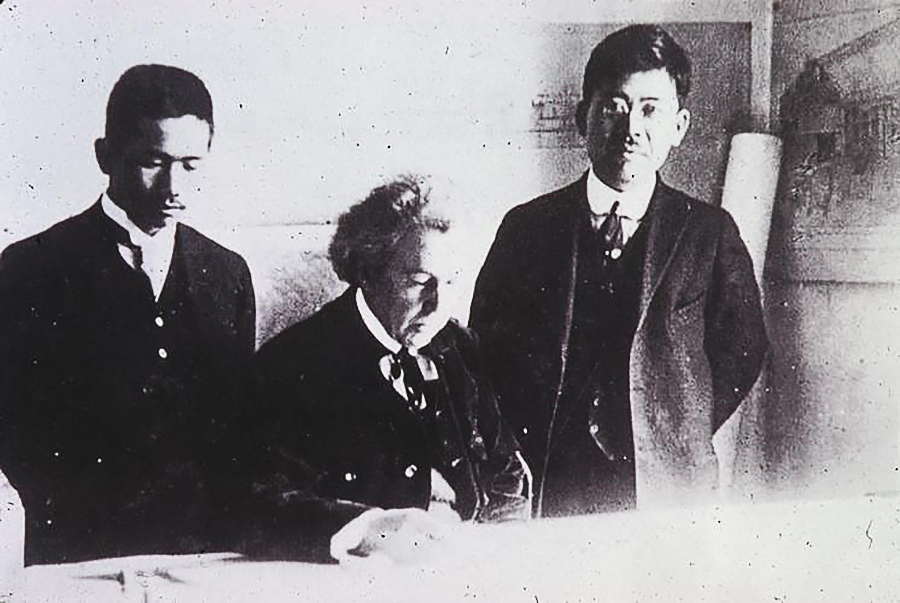
Arata Endo (till vänster) tillsammans med Frank Lloyd Wright

Arata Endo (Japanska: 遠藤 新), född 1 januari 1889, död 29 juni 1951, var en japansk arkitekt.
Arata Endo utbildade sig på Tokyos Kejserliga universitet, nuvarande Tokyos universitet. Åren 1917-18 var han lärjunge till Frank Lloyd Wright i dennes ateljé i Taliesin några kilometer söder om Spring Green i Wisconsin i USA och arbetade med Wrights projekt i Japan. Han var sedan assistent till Wright i Japan med Imperial Hotel i Tokyo i början av 1920-talet. De ritade tillsammans flickskolan Jiyu Gakuen i Toshima i Tokyo, liksom Tazaemon Yamamura House.
Hans största och mest kända verk var Kōshien Hotel i Nishinomiya iHyōgo prefektur från 1930, vars stil är influerad av Imperial Hotel i Tokyo. Han ritade också flera byggnader för Jiyu Gakuens Minamisawa-campus. Han följde med den japanska ockupationsmakten till Manchuriet på 1930-talet och fastnade efter kriget under en period i Kina före repatrieringen av japaner därifrån.
Arata Endo ritade flera skolor tillsammans med sina söner Raku och Tou Endo. Han dog 1951 under arbete med Mejirogaoka-kyrkan i stadsdelen Mejiro i Shinjuku i Tokyo. Han var själv kristen. 

## Fotogalleri

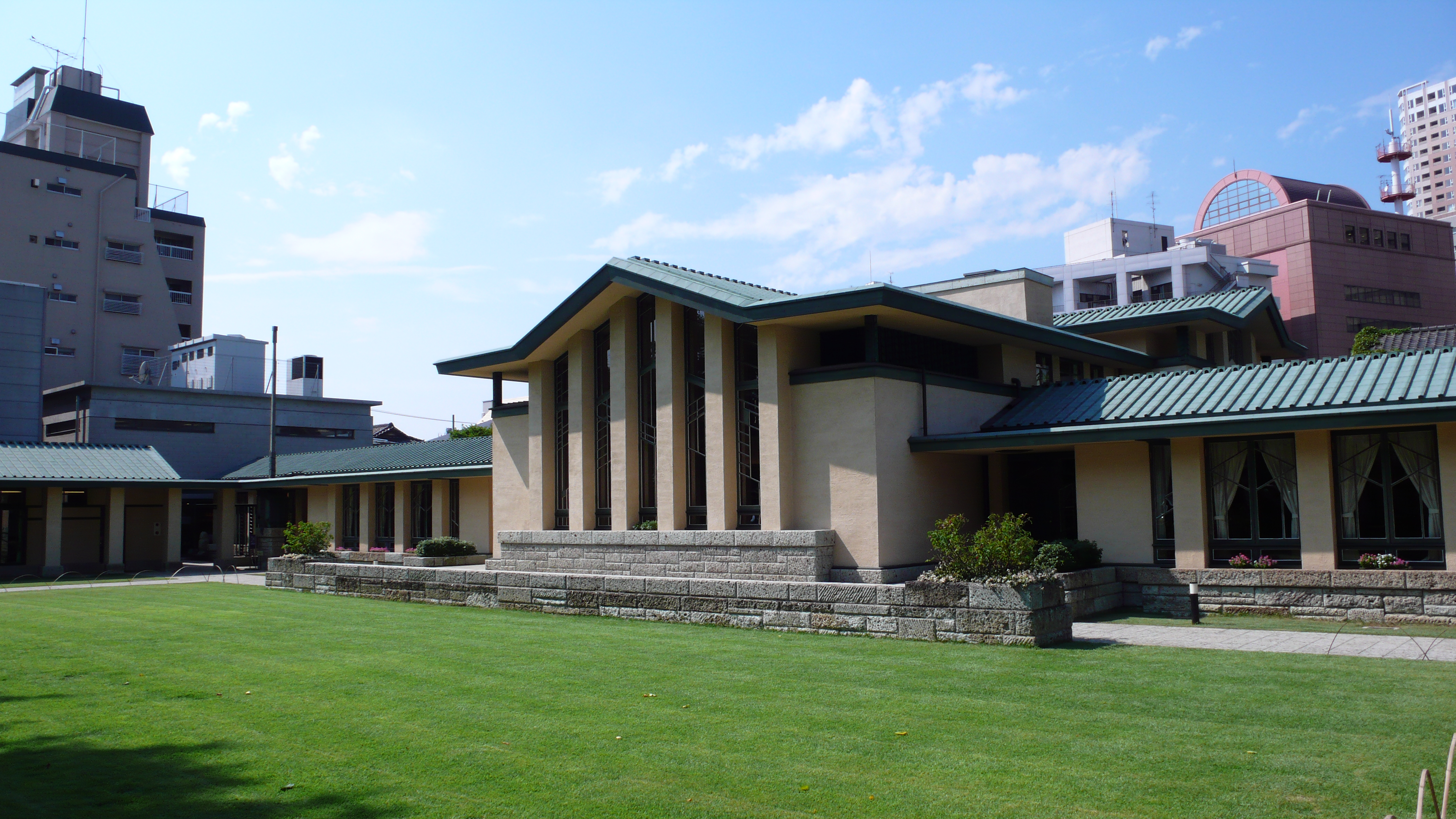
Jiyu Gakuens flickskola
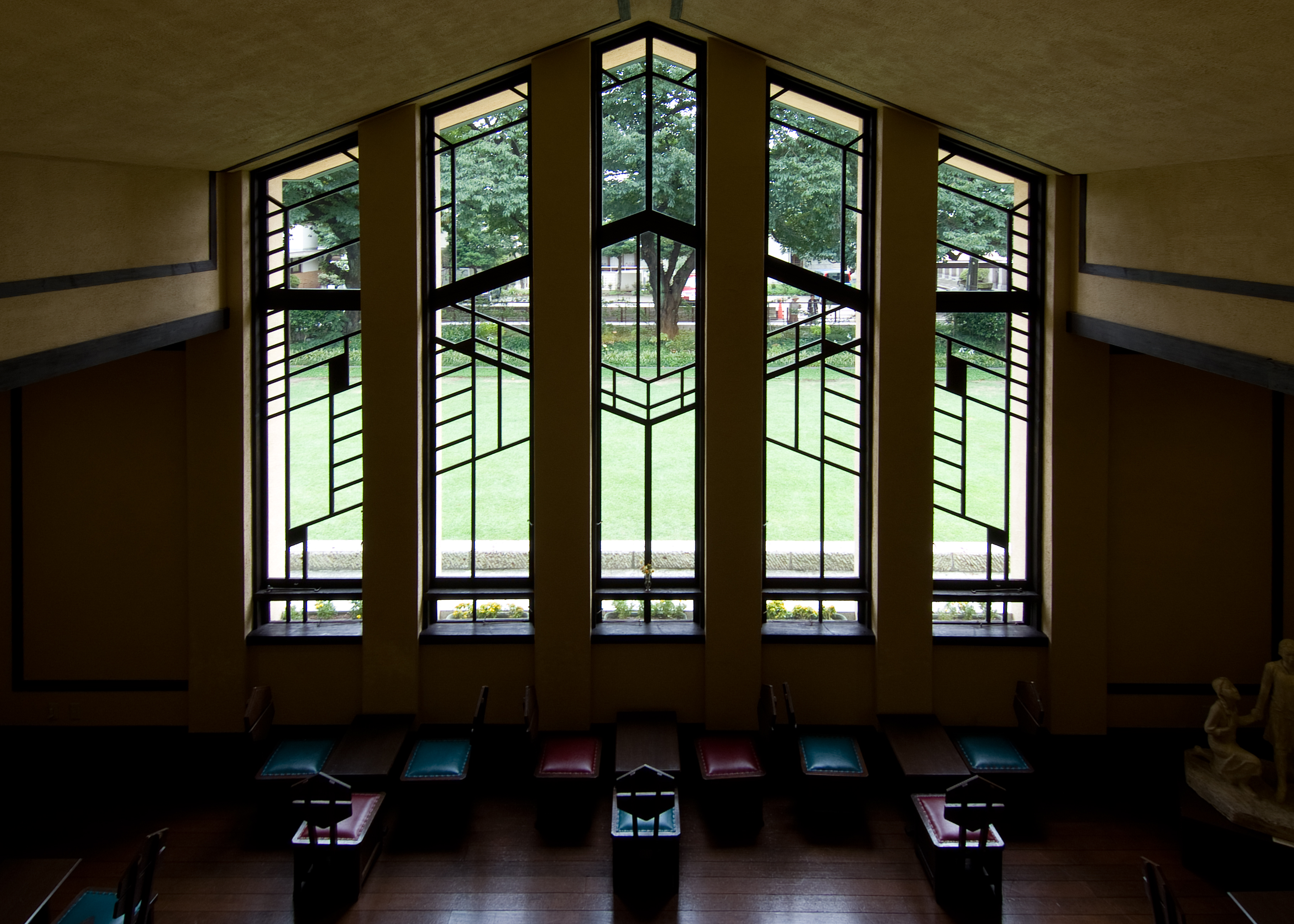
Hörsalen i Jiyu Gakuens flickskola
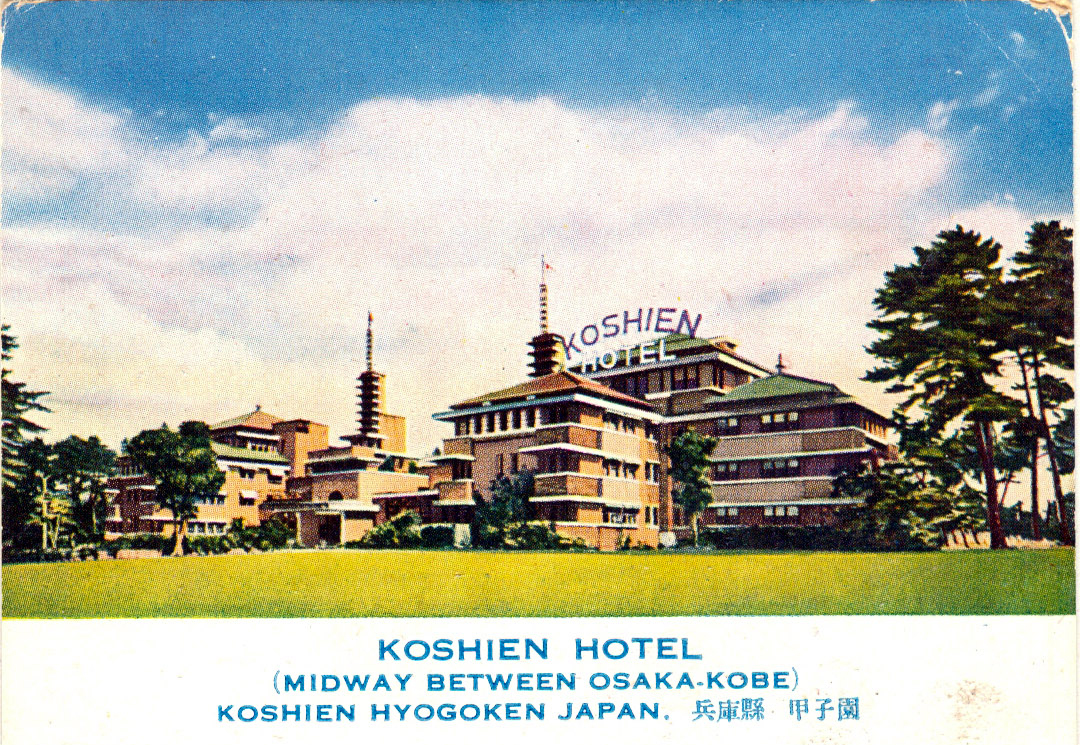
Kōshien Hotel
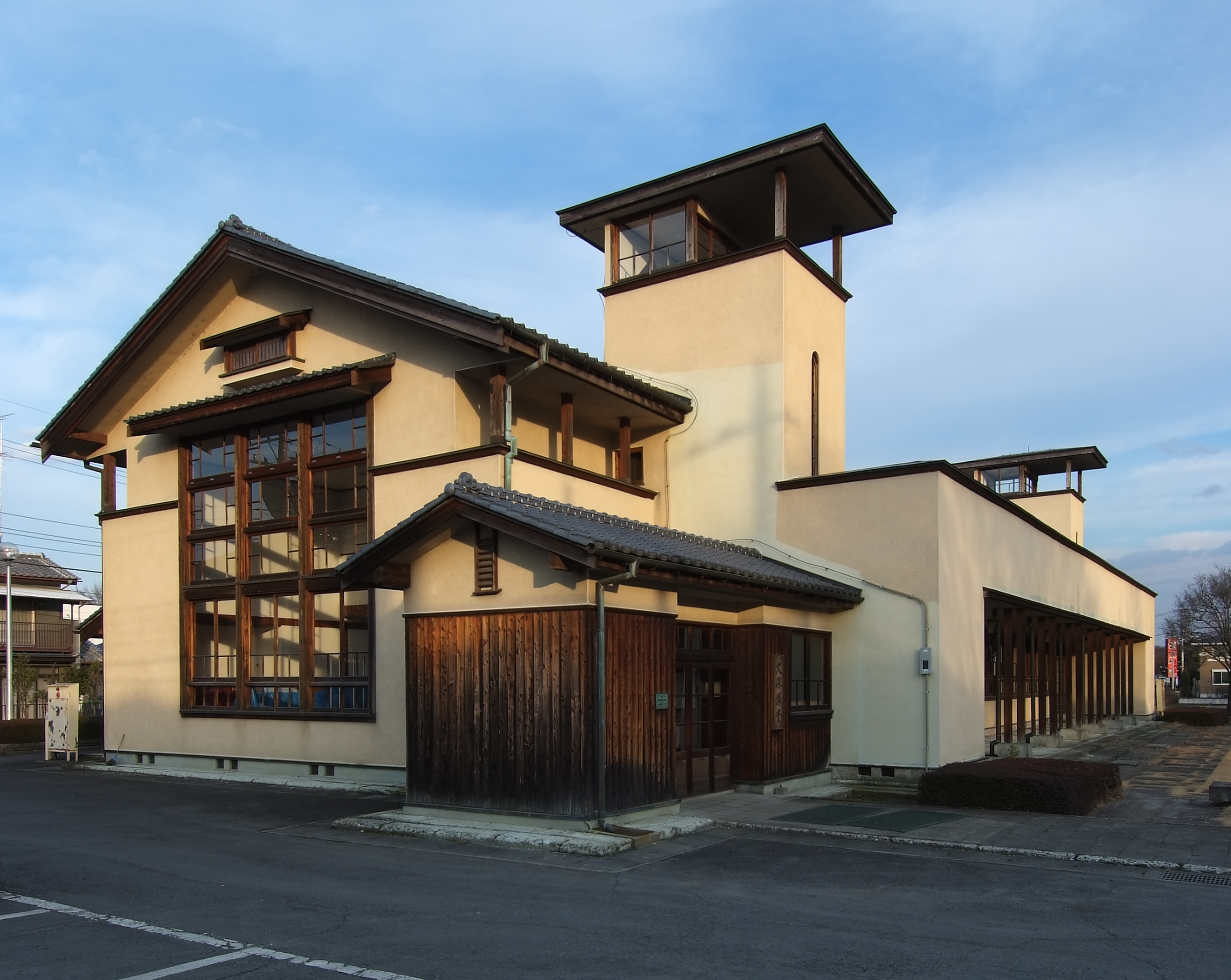
Hörsalen i staden Mooka i Tochigi prefektur
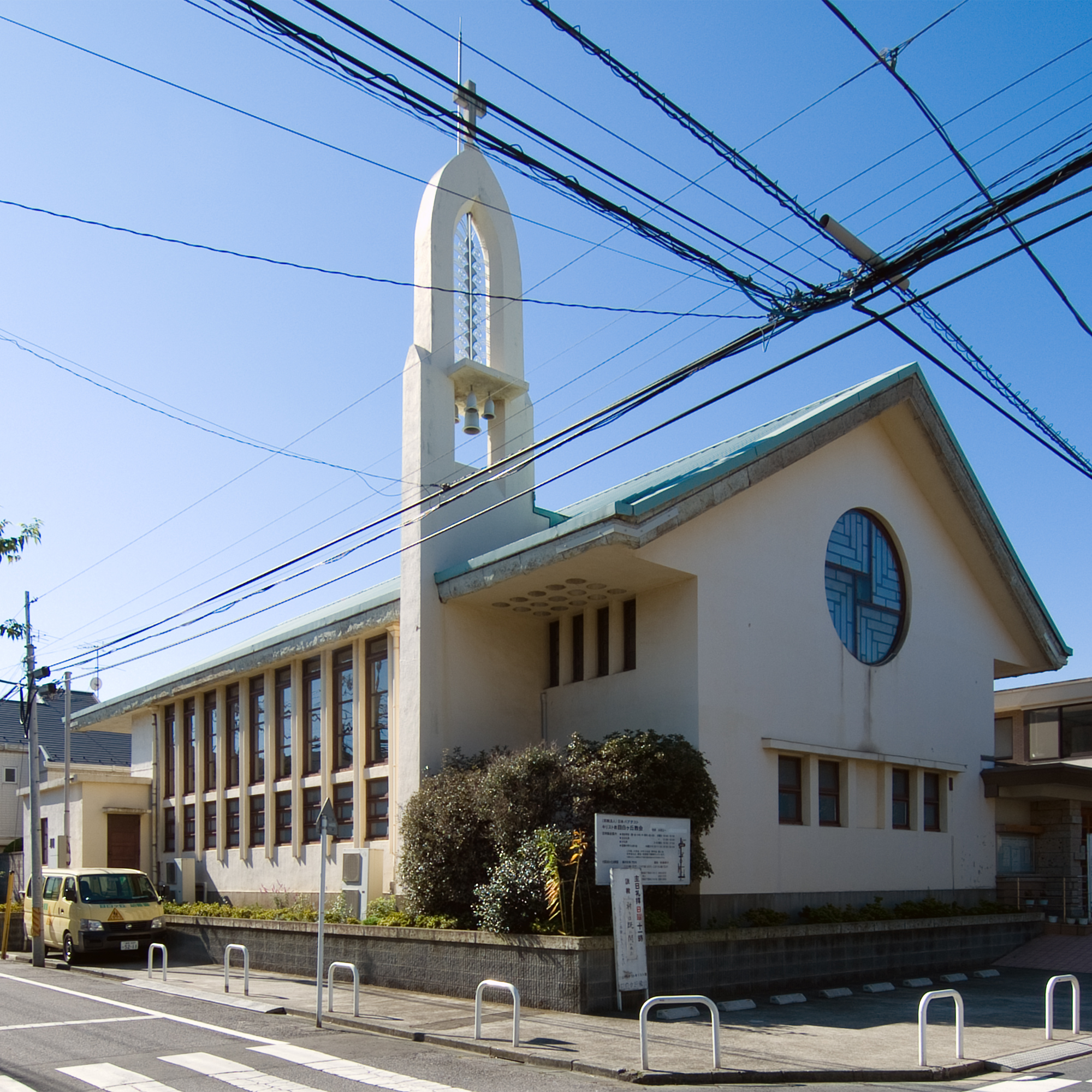
Mejirogaoka-kyrkan i Toshima i Tokyo